# Poul Erik Skriver
Poul Erik Skriver (født 10. juli 1918 i København, død 15. marts 2016) var en dansk arkitekt. Han var i mange år redaktør for Arkitekten.
Han var søn af smed Anders Peter Skriver og Petrine Caroline Sørensen. Han blev student fra Vestre Borgerdyd Gymnasium 1937 og gik på Kunstakademiets Arkitektskole, hvorfra han tog afgang 1944. Han var på Arne Jacobsens tegnestue 1943-45, Københavns Byplankontor 1945-55.
Skriver var redaktionssekretær ved tidsskriftet Byplan 1948-55, redaktør af tidsskrifterne Arkitekten og Arkitektur, leder af Arkitektens Forlag 1956-82. Han var også medlem af bedømmelseskomitteen for Træbranchens Arkitekturpris 1958-68 og af komiteen for Årets bedste bøger 1959-69, af Akademiraadet 1962-68, af Droit Morale udvalget 1963-70, af Danmarks UNESCO-Nationalkomite 1964-70, af Byplannævnet for Hovedstadsområdet 1967-83, af Undervisningsministeriets Folkeskolebyggeudvalg 1970-75, af Statens Kunstfond, udsmykningsudvalget 1977-80 og af repræsentantskabet for samme 1982-90.
Han modtog Theophilus Hansens Stipendium 1951, Akademisk Arkitektforenings æresmedalje 1982, pris fra Non Nobis Fonden 1992 og N.L. Høyen Medaljen 1994. Han var æresmedlem af Arkitektföreningen för Södra Sverige.
Skriver blev gift 27. maj 1944 i Bakkendrup med laboratorieassistent, senere lægesekretær Tove Ellen Marie Hegelund (16. juni 1918 i Ulstrup, Gørlev Sogn), datter af førstelærer Hans Peter Jørgen H. og Ellen Julie Jensen.